# Малинино (Балахнинский район)
Мали́нино — деревня в Балахнинском муниципальном округе Нижегородской области. На уровне административно-территориального устройства входит в состав Коневского сельсовета Балахнинского района.

## Население
| 2002 | 2010 |
| ---- | ---- |
| 19   | ↘9   |

Национальный состав
Согласно результатам переписи 2002 года, в национальной структуре населения русские составляли 100% из 19 человек.